# John Travis
Pour les articles homonymes, voir Travis.
John Travis (né en 1943 - mort le 8 janvier 2017) est un réalisateur américain de films pornographiques gay.

## Biographie
John Travis débute comme photographe pour le magazine homoérotique Golden Boys.
Engagé comme caméraste par Matt Sterling pour Brentwood, et par Chuck Holmes pour Falcon Entertainment, il commence à se faire connaître comme réalisateur chez Brentwood et chez Catalina au début des années 1980. Il découvre l'acteur Jeff Stryker, qui devient une vedette dans ses vidéos. Il fait aussi tourner Joey Stefano, entre autres dans Hard Steal, remake pornographique de La Main au collet.
Il a aussi parfois été directeur de la photographie, par exemple sur Idol Eyes (1990) de Matt Sterling.
En 1992, il fonde avec Scott Masters la société de production Studio 2000, pour laquelle il réalise de nombreuses vidéos dans les années 1990 et 2000.
Le 9 janvier 2017, l'acteur Jeff Stryker annonce le décès de John Travis la veille.

## Filmographie choisie
- 1981 : Don't Fight It, Kid
- 1982 : Blue Streak
- 1985 : Rock Hard 1 coréalisé avec John Summers
- 1986 : Powertool, avec Jeff Stryker, John Davenport
- 1986 : Two Handfuls, avec Matt Ramsey
- 1987 : In Hot Pursuit, avec Jeff Stryker, Mike Henson, Jim Pulver, John Davenport
- 1988 : My Best Buddy, avec John Davenport, Mike Henson
- 1990 : Hard Steal, avec Rod Phillips, Joey Stefano
- 1990 : On the Rocks, avec Jeff Stryker, Joey Stefano, Matt Gunther
- 1991 : Busted, avec Jeff Stryker
- 1991 : The Look, avec Jeff Stryker, Kevin Williams
- 1993 : Grease Guns, avec Cody Foster, Aiden Shaw
- 1999 : Czech Point, avec Chris Steele, Michael Brandon, Pavel Novotny
- 2001 : The Size of It, avec Jeremy Tucker
- 2001 : Barcelona Bound, avec Rafael Carreras
- 2004 : Driven, avec Árpád Miklós, Rafael Carreras

## Récompenses
- 1987 : AVN Awards du meilleur réalisateur pour Powertool[6]
- 1990 : GayVN Awards de la meilleure vidéographie pour Idol Eyes[7]
- 1996 : GayVN Awards Hall of Fame[8]